# Asarum macranthum
Asarum macranthum Hook.f. – gatunek rośliny z rodziny kokornakowatych (Aristolochiaceae Juss.). Występuje naturalnie na Tajwanie. 

## Morfologia
PokrójBylina z pionowymi kłączami o średnicy 2–3 mm.
LiściePojedyncze, mają trójkątnie owalnym kształt. Mierzą 10–13 cm długości. Są lekko owłosione, ciemnozielone z jasnozielonymi plamkami. Blaszka liściowa jest o sercowatej nasadzie i ostrym wierzchołku. Ogonek liściowy jest nagi, ma brązowoczerwonawą barwę i dorasta do 10–20 cm długości.
KwiatySą promieniste, obupłciowe, pojedyncze. Okwiat ma dzwonkowaty kształt ze zwężonym wierzchołkiem i ciemnopurpurową barwę, dorasta do 3–3,5 cm długości oraz 5–6 cm szerokości. Listki okwiatu mają owalny kształt. Zalążnia jest górna z wolnymi słupkami.

## Biologia i ekologia
Rośnie w lasach. Występuje na wysokości od 500 do 1000 m n.p.m. Kwitnie w maju.